# Sorbus margaretae
Sorbus margaretae är en rosväxtart som beskrevs av M.Proctor. Sorbus margaretae ingår i släktet oxlar, och familjen rosväxter. Inga underarter finns listade i Catalogue of Life.